# Grétar Steinsson
Grétar Rafn Steinsson (Siglufjörður, Izland, 1982. január 9.) izlandi válogatott labdarúgó, a török Kayserispor játékosa.